# Praktikum
Der Begriff Praktikum (Plural: „Praktika“) bezeichnet eine auf eine bestimmte Dauer ausgelegte Vertiefung erworbener oder noch zu erwerbender Kenntnisse in praktischer Anwendung oder eine Mitarbeit für das Erlernen neuer Kenntnisse und Fähigkeiten in einem Betrieb. Praktikantin oder Praktikant ist in Deutschland, wer sich nach der tatsächlichen Ausgestaltung und Durchführung des Vertragsverhältnisses für eine begrenzte Dauer zum Erwerb praktischer Kenntnisse und Erfahrungen einer bestimmten betrieblichen Tätigkeit zur Vorbereitung auf eine berufliche Tätigkeit unterzieht, ohne dass es sich dabei um eine Berufsausbildung im Sinne des Berufsbildungsgesetzes oder um eine damit vergleichbare praktische Ausbildung handelt. (§ 22 Abs. 1 S. 3 MiLoG). Oft wird das Praktikum für die Zulassung zu Studium oder Beruf, zu einer Prüfung oder zu anderen Zwecken benötigt. Ein Praktikant ist in Deutschland grundsätzlich kein Arbeitnehmer. Es kann jedoch sein, dass ein als Praktikum bezeichnetes Dienstverhältnis entgegen der Bezeichnung in der Realität ein Arbeitsvertrag ist. Nach österreichischem Recht sind Praktikanten Arbeitnehmer.

## Begriffsherkunft und Geschichte
Als Praktikant galt im 16. Jahrhundert ursprünglich eine Person, die unsaubere Praktiken betreibt. Seit dem 17. Jahrhundert hat sich die heute gebräuchliche Bedeutung eingebürgert – dass es sich um jemanden handelt, der ein Praktikum absolviert. Im gleichen Sinne etablierte sich im 19. Jahrhundert die Bezeichnung Applikant (lateinisch (se) applicare = ‚anwenden‘, ‚(sich etwas) zuwenden‘ ) für einen am Beginn seiner Ausbildung stehenden Beamtenanwärter (siehe Aspirant).
Bis zum Ende des 20. Jahrhunderts haben sich Praktika als weltweit übliche Form des Sammelns von Praxiserfahrungen vor, während und nach der Schul- und Hochschulausbildung etabliert. Durch den vermehrten Einsatz von Praktikanten in Unternehmen in der Zeit um 2000 setzten einige Unternehmen das Instrument „Praktikum“ aus Kostengründen teilweise als günstigen Ersatz für reguläre Arbeitnehmer ein. Dadurch wurde der Begriff Generation Praktikum populär, der für das Absolvieren mehrerer Praktika hintereinander steht, ohne dass diese (oft ebenfalls sehr gering oder gar nicht vergüteten) Arbeiten in eine bezahlte Einstellung mündeten.

## Praktika im Rahmen der Ausbildung oder zur Berufsorientierung
Innerhalb der Personalwirtschaft wird mit einem Praktikum eine Tätigkeit bezeichnet, die im Rahmen der beruflichen Ausbildung (auch Studium) praktische Erfahrungen im künftigen Beruf vermitteln soll. In der Berufsorientierung in der Schule, die innerhalb des Faches Arbeitslehre (in einigen Bundesländern unter anderer Fächerbezeichnung) curricular eingeordnet ist, sollen Betriebspraktika, möglichst in der Kombination mit Betriebserkundungen, den Schülern in zwei- bis vierwöchigen Tätigkeiten helfen, ihren Berufswunsch praktisch zu erfahren, zu überprüfen und gegebenenfalls eine Korrektur des Berufswunsches vorzunehmen. Deshalb ist es wichtig, ein Praktikum im Wunschberuf anzubieten. Daneben helfen Kontrollpraktika, Alternativen kennenzulernen. In dieser Zeit lernen die Schüler auch die Realitäten beruflich-betrieblicher Tätigkeiten und die Bedingungen der Ausbildung kennen.
Ein Praktikum kann innerhalb eines Betriebspraktikums in einem Betrieb stattfinden. In Hochschulen kann dies ebenso im Rahmen eines Kurses der Fall sein. Naturwissenschaftliche Hochschulpraktika bestehen oftmals aus einer Serie von Experimenten, die in einem Labor der Hochschule veranstaltet werden und zum Bestehen des Praktikums erfolgreich absolviert werden müssen. Neuerdings werden auch Praxistage, die in Blöcken zu einem eigenen Praktikum zusammengefasst werden können, angeboten. Einzeltagpraktika sind dagegen als kaum effizient bei der Berufsorientierung einzuschätzen. Praktika sind in Deutschland auch Bestandteil einer von der Bundesagentur für Arbeit angebotenen Förderung der beruflichen Weiterbildung (FbW) im Rahmen des SGB III.
Viele Unternehmen betonen, dass sie an Bewerber um eine Praktikumsstelle dieselben Anforderungen stellen wie an Absolventen. Der Grund besteht darin, dass Praktika häufig als Vorstufe für eine spätere Beschäftigung verstanden werden. Unterstrichen wird dieser Anspruch durch Praktikantenbindungsprogramme, durch welche die Leistungsstärksten auch nach dem Ende des Praktikums an das Unternehmen gebunden werden sollen.
Für Schüler stellen Praktika eine Möglichkeit dar, sich über Themen, Inhalte, Anforderungen und Strukturen bestimmter Berufe zu informieren. Waren sie bisher auf die Informationen von Eltern, Lehrern und Medien angewiesen, so erleben sie die Realität in bestimmten Berufsfeldern. Das schärft ihr Urteilsvermögen, und sie bekommen in der Regel Einblicke, die sie sonst für ihre Berufsentscheidung in dieser Form nie erhalten hätten. Insofern wird das Erleben beruflicher Realität (durch Praktika) als eine unverzichtbare Orientierungshilfe für Jugendliche nahegelegt, die Probleme beim Einfinden ins Berufsleben – etwa durch Ausbildungsabbrüche – verringern können.

## Vergütung von Praktika (Rechtslage in Deutschland)
Ist eine Praktikumsvergütung vereinbart, so ist diese maßgeblich, es sei denn, die Höhe der vereinbarten Vergütung oder das Fehlen einer Vergütungsvereinbarung verstößt gegen das Gesetz. Die gesetzliche Rechtslage ist unübersichtlich.

### Anspruch auf die übliche Vergütung eines Arbeitnehmers bei Bestehen (auch) eines Arbeitsverhältnisses
Die erste Frage ist, ob statt des vereinbarten „Praktikums“ nicht ein Arbeitsverhältnis vorliegt. Dies entweder in der Form, dass das ganze „Praktikum“ als Arbeitsverhältnis anzusehen ist (Scheinpraktikum) oder dass zwar ein reguläres Praktikum vorliegt, der Praktikant „aber zur Arbeitsleistung eingesetzt wird, die über die vereinbarte Praktikantentätigkeit hinausgeht, weil sie nicht der Ausbildung, sondern überwiegendem betrieblichem Interesse dient“. Entscheidend ist die objektive rechtliche Einordnung des Vertragsverhältnisses. Zum Schutz der Beschäftigten ist nicht die gewählte Vertragsbezeichnung, sondern die objektive Rechtslage, das heißt der praktizierte Inhalt maßgeblich. So kann eine „Orchesterpraktikantin“ Arbeitnehmerin sein. Liegt nur ein Arbeitsverhältnis vor, wird regelmäßig Lohnwucher im Sinne des § 138 BGB vorliegen mit der Rechtsfolge, dass nach § 134 BGB die Vergütungsvereinbarung unwirksam ist und stattdessen eine Vergütung nach § 612 Abs. 2 BGB zu zahlen ist, d. h. die übliche Vergütung (für einen Arbeitnehmer). Arbeitet der Praktikant nicht nur als Praktikant, sondern darüber hinaus auch als Arbeitnehmer, ohne dass dafür eine Vergütungsvereinbarung getroffen worden ist, hat er nach § 612 Abs. 1 BGB einen Anspruch auf die übliche Vergütung (für die Arbeitsleistung). Die Abgrenzung ist vielfach schwierig. Um ein Praktikum zu sein, müssen der Erwerb beruflicher Kenntnisse und die Ausbildung im Vordergrund stehen und darf es nicht nur darum gehen, eine abhängige Arbeitsleistung innerhalb der vom Vertragspartner bestimmten Arbeitsorganisation leisten zu müssen. Nach einem Studium bzw. einem sonstigen Abschluss reicht es für das Vorliegen eines Praktikums nicht aus, dass Berufserfahrung gesammelt werden kann oder branchenüblich Praktika dem Berufseinstieg dienen.

### Mindestlohnregelung für (echte) Praktika nach § 22 Abs. 1 Satz 2 Mindestlohngesetz (MiLoG)
Seit dem 1. Januar 2015 gilt für (echte) Praktika die Mindestlohnregelung des § 22 Absatz 1 Satz 2 MiLoG. Nach § 22 Abs. 1 Satz 2 MiLoG ist auch im Fall eines Praktikums der Mindestlohn zu zahlen. Gesetzestechnisch werden die Praktikanten, die nach deutschem Recht keine Arbeitnehmer sind, den Arbeitnehmern gleichgestellt. Dies aber nur dann, wenn nicht einer der Ausnahmetatbestände gilt. Für das Vorliegen des Ausnahmetatbestandes ist der Vertragspartner des Praktikanten darlegungs- und beweispflichtig.
Bei den Ausnahmetatbeständen „handelt es sich um Pflichtpraktika (Nr. 1), Orientierungs- (Nr. 2) und Ausbildungs- bzw. studienbegleitende Praktika (Nr. 3) jeweils bis zu drei Monaten sowie Praktika zur Einstiegsqualifizierung (Nr. 4)“:
1. „ein Praktikum verpflichtend auf Grund einer schulrechtlichen Bestimmung, einer Ausbildungsordnung, einer hochschulrechtlichen Bestimmung oder im Rahmen einer Ausbildung an einer gesetzlich geregelten Berufsakademie“,
2. „ein Praktikum von bis zu drei Monaten zur Orientierung für eine Berufsausbildung oder für die Aufnahme eines Studiums“,
3. „ein Praktikum von bis zu drei Monaten begleitend zu einer Berufs- oder Hochschulausbildung leisten, wenn nicht zuvor ein solches Praktikumsverhältnis mit demselben Ausbildenden bestanden hat“,
4. Teilnahme „an einer Einstiegsqualifizierung nach § 54a des Dritten Buches Sozialgesetzbuch oder an einer Berufsausbildungsvorbereitung nach §§ 68 bis 70 des Berufsbildungsgesetzes“.

### Angemessene Ausbildungsvergütung nach § 26 BBiG i.V.m. § 17 BBiG
§ 26 Berufsbildungsgesetz (BBiG) verweist für „andere Vertragsverhältnisse“, die nicht Arbeitsverhältnisse und keine Berufsausbildungsverhältnisse sind, und dem Erwerb beruflicher Fertigkeiten, Kenntnisse, Fähigkeiten und beruflicher Erfahrungen dienen, unter anderem auf § 17. § 17 verpflichtet zur Zahlung einer „angemessenen Vergütung“. Eine vereinbarte Ausbildungsvergütung gilt in der Regel nicht mehr als angemessen, wenn sie weniger als 80 Prozent der tariflichen Vergütung beträgt. „§ 26 BBiG erfasst .. nur solche Rechtsverhältnisse, die im Gegensatz zur Umschulung oder Fortbildung auf die erstmalige Vermittlung beruflicher Kenntnisse, Fertigkeiten oder Erfahrungen gerichtet sind, wie dies etwa bei Anlernlingen, Volontären oder Praktikanten der Fall ist“.
- § 26 BBiG gilt nicht für in ein Studium integrierte Praktika.[12] Dies sind jetzt die studentischen Praktika im Sinne des § 22 Abs. 1 Satz 2 Nr. 1 MiLoG.[13]
- Auf Betriebspraktika von Schülern ist § 26 BBiG nicht anwendbar,[14] ausgenommen das einjährige Praktikum zum Erwerb der Fachhochschulreife.[15]

### Freiwillige Aufwandsentschädigung bei ausbildungsbezogenen Praktika
Schülerpraktikanten und Praktikanten, die das Praktikum im Rahmen ihres Studiums ausüben, haben keinen gesetzlichen Vergütungsanspruch. Sofern der Praktikumsgeber eine Vergütung zahlt, kommt darin die Anerkennung des Interesses des Praktikanten für das Unternehmen oder die Institution zum Ausdruck. „Die Vergütung ist der Höhe nach eher eine Aufwandsentschädigung oder Beihilfe zum Lebensunterhalt“ und keine Bezahlung für geleistete Arbeit, da der Praktikant keine Leistungspflicht im Sinne eines Dienstvertrages hat.

## Sozialversicherungspflicht
In Deutschland sind Praktikanten in der Regel – unabhängig von der Höhe des Entgelts – sozialversicherungsfrei, wenn
- sie ein Praktikum gemäß Studien- oder Prüfungsordnung ableisten und
- sie während des Praktikums an einer ordentlichen Hochschule eingeschrieben sind.[17]

Ein Praktikum ist sozialversicherungspflichtig, wenn es die Studien- und Prüfungsordnung der Hochschule nicht abdeckt (§ 6 Abs. 1 SGB V). Diese und alle anderen Praktika sind sozialversicherungspflichtig, wenn ein monatliches Entgelt von 520 Euro überschritten wird (Geringfügigkeitsgrenze).

## Praktika während der Schulzeit

### Grundsätzliche Anmerkungen
Grundsätzlich wird zwischen folgenden Arten von Praktika in der Schule unterschieden:
- das Vorpraktikum als Voraussetzung für den Eintritt in eine berufliche Ausbildung[18]
- das Praktikum zur beruflichen Orientierung[19]
- das Praktikum zum Vertiefen fachspezifischen Wissens[20]
- das Praktikum als Bestandteil der Ausbildung im Rahmen einer beruflichen Qualifizierung.[21]

Unterschieden wird auch zwischen dem „angeleiteten“ und dem „nicht begleiteten“ Praktikum. Pädagogisch gelten die angeleiteten als die wertvolleren Praktika. Der Erfahrungs- und Wissenszuwachs ist meist größer bzw. besser strukturiert. Angeleitete Praktika verlaufen in der Regel nach einem Ausbildungs- bzw. Betreuungsplan.
Nicht angeleitete Praktika fördern demgegenüber das selbständige Arbeiten. Der Mangel an Anleitung ist in der Regel nicht intendiert, sondern meist die Folge aus Nachlässigkeit, Personalmangel oder Systemschwäche.
Günstig für den Lernzuwachs des Praktikanten ist eine gute Kommunikation zwischen Praxiseinrichtung und Schule. Bei geringer Erfahrung der Praxiseinrichtung im Anleiten ist der Kontakt zwischen Schule und Praxisstelle umso wertvoller. Die Schule sollte den Praktikanten nach dem Praktikum Unterstützung und die Möglichkeit der Reflexion der Erfahrungen geben; das schließt auch die Kommunikation zwischen den Praktikanten ein. Sie ist mitunter ebenso bedeutsam für die Orientierung des Schülers/Praktikanten wie die pädagogischen Bemühungen des Praxiskoordinators bzw. des Praxisanleiters. Ein Praktikum ohne Konzept (der Schule bzw. der Praxisinstitution) oder ohne Anleitung ist fragwürdig und für den Praktikanten oft eine Zumutung. So kann es auch vorkommen, dass der Praktikant in einer Einrichtung eine billige Arbeitskraft ist.

### Praktika im allgemeinbildenden System
In naturwissenschaftlichen Fächern sind Praktika als Zeiten bezeichnet, in denen Experimente selbst durchgeführt werden. In Baden-Württemberg geschieht dies in manchen Klassenstufen in einem eigenen Schulfach.
Viele allgemeinbildende Schulen bieten in den oberen Klassen die Möglichkeit, durch ein Praktikum in einem Betrieb mehr über Berufe und die Arbeitswelt zu erfahren (zum Beispiel im Rahmen einer Berufs- und Studienorientierung an Gymnasien, kurz: BoGy). Ein Sozialpraktikum findet in einer sozialen Einrichtung statt.
In Haupt- und Realschulen findet das Praktikum meist in der 9. Klasse, manchmal auch zusätzlich in der 8. Klasse statt; in Gymnasien in der 9., 10. oder 11. Klasse. Zitat:„Das Praktikum [wird] von den daran beteiligten Gruppen – Schülern, Lehrern und Eltern, Betriebsbetreuer und Schulministerien – fast einheitlich als positiv beurteilt“, aber es kann sein, „… dass die Betriebswahl die Berufswahl verdunkelt“. Deshalb sollte mehr als nur ein Praktikum durchgeführt werden.
Einen besonders großen Stellenwert haben Praktika an Waldorfschulen. Die Klassen 9 bis 12 absolvieren zumindest ein Landwirtschaftspraktikum, ein Feldmesspraktikum (angewandte Mathematik) und ein Sozialpraktikum von jeweils zwei bis vier Wochen Länge. Viele Waldorfschulen bieten noch weitere Möglichkeiten für Betriebspraktika, zum Teil verbunden mit Elementen der Berufsausbildung bis hin zu anerkannten Berufsabschlüssen, die parallel zum Waldorfschulabschluss und staatlichen Schulabschlüssen erworben werden.

### Praktika in der Erzieher-Ausbildung (Deutschland)
In vollzeitschulischen Ausbildungen und an Fachoberschulen im berufsbildenden Schulbereich (zum Beispiel bei der Ausbildung als Erzieherin bzw. Erzieher) sind lange Praktika üblich und besonders wichtig. Sie bilden einen wesentlichen Teil der Ausbildung. Man unterscheidet Tages-, Wochen und Jahrespraktika.
Eine typische Form des Praktikums in der Erzieher-Ausbildung war das Tagespraktikum: Einen Unterrichtstag pro Woche waren Schüler in Erziehungseinrichtungen, um praktische Kenntnisse für das Unterrichtsgespräch verwerten zu können. In NRW blieb es der Schule überlassen, diese Praktika in die Ausbildung zu integrieren (bei gleichzeitiger Erhaltung der Gesamtpraktikumszeit in der Ausbildung). Beliebt waren auch die mehrtägigen Einführungspraktika für Anfänger. Auch ein Teil der im Unterricht vorbereiteten Projekte kann an Praxiszeiten gekoppelt werden (z. B. Vor- und Nachbereitung der Praktika). Der Unterricht stützt sich unter anderem auf die Erfahrungen der Schüler und Studenten in den Praktika – eine erwünschte Konsequenz.
Das Anerkennungsjahr (Berufspraktikum, Jahrespraktikum) bildet (in einigen Systemen der Erzieher-Ausbildung) den Abschluss der Ausbildung. Zum Ende des Berufspraktikums findet der zentrale Teil der Abschlussprüfung (Anerkennung als Erzieherin oder Erzieher) in der Einrichtung statt, in der das Praktikum geleistet wurde. Die Bewährung geschieht damit also bereits im Berufsfeld. In der Erzieher-Ausbildung begleiten bzw. betreuen Lehrkräfte der Schule die Praktika. Im Praktikum erfolgen Reflexionen von Handlungsweisen und Erziehungs- und Kommunikationssituationen sowie die Erledigung von Aufgaben der Schule (Planung pädagogischer Arbeit und Reflexion), wenn möglich mit Unterstützung des Praxisanleiters in der Praxisstelle. Aus Gründen der Vergleichbarkeit und einer gerechten Bewertung des Praktikums ist ein Konzept der Praxisbegleitung (der ausbildenden Schule) notwendig.
Die einzelnen Regelungen um Praktika in der und um die Erzieher-Ausbildung sind in den deutschen Bundesländern sehr unterschiedlich; eine konsequente Angleichung bzw. Vereinheitlichung ist nicht in Sicht (Siehe auch oben bei Praktika während der Schulzeit.). Auch innerhalb der Bundesländer unterliegen Praktika (Anzahl, Länge, Häufigkeit) ständiger Veränderung und sind dort nicht immer einheitlich.

## Praktika während des Studiums
Praktika, die mit dem Studium in Beziehung stehen, werden zunächst in freiwillige und Pflichtpraktika unterteilt. Zudem werden Vor-, Zwischen- oder Nachpraktika unterschieden. Außerdem wird in naturwissenschaftlichen und technischen Studiengängen die semesterbegleitende Arbeit im Labor als Praktikum bezeichnet.
Entlohnte Praktika werden als Ausbildung bewertet, es gilt die normale Sozialversicherungspflicht. Nur bei der Familienversicherung sind entsprechende Verdienstgrenzen zu beachten. Bei nicht vorgeschriebenen Zwischenpraktika wird das Praktikum wie eine Beschäftigung zur Studienfinanzierung behandelt.
Studenten in Pflichtpraktika können während der Praxiszeit von Lehrenden besucht werden. Die Bewertung erfolgt oft undifferenziert und auf der Basis eines schriftlichen Praktikumberichts. Es gibt häufig praktikumsbegleitende Lehrveranstaltungen, bei denen unter anderem die Vorgänge am Arbeitsplatz reflektiert werden. Da das Zeitbudget von Studierenden infolge der Bologna-Reform stark eingeschränkt ist, gibt es mittlerweile auch ein sogenanntes Flexikum, bei dem lediglich ein Stundenkontingent festgelegt wird, das je nach zeitlicher Verfügbarkeit des Studierenden in Absprache mit dem Unternehmen flexibel gestaltet werden kann.
Viele ingenieur- und naturwissenschaftliche Studiengänge nennen praktische Kurse im Rahmen von Pflichtlehrveranstaltungen zum Vertiefen und Anwenden des vorher in Vorlesungen gelernten Stoffes auch „Praktikum“. Sie finden an der Hochschule selbst statt, meistens in dafür eingerichteten Räumen oder Laboren. Sie können in ihrem Umfang schwanken – je nach Studiengang von wenigen Stunden pro Woche bis zur Hälfte der für ein Semester veranschlagten Semesterwochenstunden. Auch eine Durchführung als Blockpraktikum in der vorlesungsfreien Zeit ist üblich.

## Praktika im Ausland
Praktika, die im Ausland absolviert werden, bieten neben Berufserfahrung die Möglichkeit, sich interkulturelle Kompetenzen anzueignen, ein fremdes Land lebensnah kennenzulernen und zusätzlich einen Sprachkurs zu absolvieren. Da ein Praktikum im Ausland zusätzliche Organisation erfordert, beispielsweise die Bereitstellung einer Gastfamilie, einer Unterkunft, Betreuung im Praktikumsbetrieb oder versicherungstechnische Fragen, gibt es inzwischen zahlreiche Organisationen und Praktikumsprogramme, die betreute Praktika im Ausland anbieten. Im Regelfall fallen für die Betreuung durch Organisationen Kosten an.
Im Ausland gibt es sowohl bezahlte als auch unbezahlte Praktika. Bei einigen Praktika werden vom Anbieter lediglich Kost und Logis gezahlt, weitere Kosten trägt der Praktikant (z. B. Reisekosten). In einigen Fällen erhebt der Praktikumsbetrieb eine Praktikumsgebühr.
Laut einer Studie der Universität Münster bevorzugen 66,5 Prozent der Studierenden europäische Länder für ein Auslandspraktikum, wobei die wichtigsten Zielländer Großbritannien und Frankreich sind. Die zweitwichtigste Zielregion für Auslandspraktika ist der Studie zur Folge Nordamerika mit 21,4 Prozent der Studierenden.

## Praktika während der Arbeitssuche
Häufig absolvieren Arbeitslose Praktika, um beispielsweise betriebliche Abläufe kennenzulernen, berufsbezogene Erfahrungen zu sammeln oder in der Hoffnung, von dem Praktikumsbetrieb anschließend als Arbeitnehmer angestellt zu werden.
2005 gründete sich „fairwork e. V.“, eine Interessenvertretung für Hochschulabsolventen mit Blick auf die deutsche Praktikumslandschaft. Der Verein wollte vor allem auf schlechte Praktikumssituationen und Scheinpraktika aufmerksam machen, die als Ersatz für vollwertige Anstellungen dienen sollten. Der Verein stellte seine aktiven Tätigkeiten 2012 jedoch weitgehend ein.

## Praktika in Österreich
Erscheinungsformen von Praktika
Praktika gibt es in verschiedenen Erscheinungsformen mit unterschiedlichen Rechtsfolgen im Arbeits- und Sozialversicherungsrecht:
- Pflichtpraktika
- Volontariate
- Ferialarbeitsverhältnisse („Ferienjobs“)
- Praktika nach abgeschlossener (Fach)Hochschulausbildung.

Grundsätzlich kann ein Praktikum als Arbeitsverhältnis, freies Dienstverhältnis oder als Ausbildungsverhältnis angesehen werden.
Arbeitsverhältnisse
Arbeitsverhältnisse sind Arbeitsleistung gegen Entgelt und werden durch einen schriftlichen oder mündlichen Arbeitsvertrag begründet. Ein wesentliches Merkmal eines Arbeitsvertrag ist die persönliche Abhängigkeit, die folgende Kriterien hat:
- Einordnung in die betriebliche Organisation
- vorgegebene Arbeitszeit
- zugewiesener Arbeitsort
- Arbeitsabfolge ist festgelegt
- Bindung an Weisung des Arbeitgebers

Freie Dienstverhältnisse
Freie Dienstnehmer bringen Arbeitsleistungen, sind aber in keinem persönlichen Abhängigkeitsverhältnis. Dieses Verhältnis bezieht sich nur auf zu verrichtete Tätigkeiten und nicht darauf, wie Tätigkeiten ausgeführt werden, um die Leistungen zu erbringen. Freie Dienstverhältnisse unterliegen nicht dem Schutz des Arbeitsrechtes. Allerdings finden Vorschriften bei Kündigung, vorzeitiger Austritt oder Entlassung Anwendung. Außerdem müssen Arbeitgeber bei Dienstverhinderung oder sonstigen wichtigen Gründen keine Entgeltfortzahlung durchführen.
Ausbildungsverhältnisse
Bei Ausbildungspraktiken stehen Ausbildungszwecke und nicht die verpflichtende Arbeitsleistung im Vordergrund. Kriterien:
- Es muss genügend Zeit zur Verfügung vorhanden sein.
- Die von Praktikanten verrichtete Arbeit muss im Sinne der Ausbildung sein.
- Bei der zeitlichen Gestaltung hat der Praktikant größere Freiräume.
- Die von ihm verrichtenden Arbeiten sind für den Betrieb nicht überlebenswichtig. Ausbildungsverhältnisse unterliegen nicht dem Arbeitsgesetz.

Allgemeines:
Pflichtpraktika sind in schulischen oder universitären Ausbildungsvorschriften bzw. Lehrplänen vorgeschrieben. Pflichtpraktika können auch während des gesamten Jahres durchgeführt werden.
Vertragsrechtliche Situation:
Lehrinhalt und Dauer des Praktikums müssen den Lehrplan entsprechen. Der Praktikant darf nur für solche Arbeiten verpflichtet werden. Bei Ausbildungsverhältnissen stehen Lern- und Ausbildungszwecke im Vordergrund.
Pflichtpraktika
Die Pflichtpraktika beinhalten Anspruch auf das kollektivvertragliche Entgelt. Vom zweiten Monat an muss der Arbeitgeber Beitrag an die betriebliche Vorsorgekasse zu leisten. Pflichtpraktika werden von Schülern höherer Lehranstalten und für Berufe in Hotel- und Gaststättenbetrieben erwartet. Das Entgelt geht aus den jeweiligen Kollektivverträgen hervor.
Schnupperlehre: Schnupperlehre werden von der Schule im Sinne von Berufspraktischen Tagen/Woche(n) angeboten. Deren Sinn ist es, Schüler einen Einblick in die Berufswelt zu vermitteln. Es geht dabei nicht um ein Arbeitsverhältnis.
Sozialversicherungsrechtliche Situation
Pflichtpraktiken, die ohne arbeitsrechtlichen Entgeltanspruch arbeiten, müssen bei der SVG (Schülerinnen und Studentinnenunfallversicherung) gemeldet sein. Praktikanten, die bezahlt werden, müssen wie alle anderen Arbeitnehmer auch bei der zuständigen Krankenkasse zur Sozialversicherung gemeldet sein. Sollten die Bezüge die Geringfügigkeitsgrenze übersteigen, sind diese nach ASV vollversichert; sind sie unter der Geringfügigkeitsgrenze, sind diese nur unfallversichert.
Pflichtpraktika (Volontariat)
Bei einem Volontariat geht es um die Erweiterung und Anwendung erlernter Kenntnisse in der Praxis, nicht um Arbeitsleistungen. Volontäre sind unfallversichert bei der AUVA (Allgemeinen Unfallversicherungsanstalt)
Ferialverhältnisse
Ferialpraktikanten sind Schüler und Studenten, die etwas nebenbei verdienen möchten. Dies hat nichts mit einer Ergänzung zum Schulunterricht oder ähnlichem zu tun. Sollte der Lohn des Ferialpraktikanten unter dem Mindestlohn liegen, ist dieser nur unfallversichert, ist der Lohn über dem Mindestlohn, ist er vollversichert.
Praktika nach Hochschulausbildung („Generation Praktikum“)
Generation Praktikum bedeutet, dass Personen mit abgeschlossener Ausbildung durch das Praktikum in die Berufswelt einsteigen. Sie sind Arbeitnehmer; es gelten die kollektivvertraglichen, arbeitsrechtlichen Verträge. Diese Personen sind vollversichert und müssen bei der zuständigen Sozialversicherung gemeldet sein.
Ausländische Praktikanten
Für Praktikanten, die Staatsbürger eines vor dem 1. Mai 2004 beigetretenen EU-Mitgliedstaates sind, gibt es keinen Unterschied zu österreichischen Praktikanten. Praktikanten aus anderen Staaten sind wie Inländer zu behandeln, wenn eine EU-Freizügigkeitsbestätigung vorgelegt werden kann. Praktikanten aus Nicht-EU-Staaten werden Inländern gleichgestellt, wenn diese einen Befreiungsschein, eine unbeschränkte Niederlassungsbewilligung, einen Niederlassungsnachweis, einen Aufenthaltstitel „Daueraufenthalt – EG“ oder einen Aufenthaltstitel „Familienangehöriger“ besitzen. Für Praktikanten, die diese Anforderungen nicht erfüllen, gelten abweichende Regelungen.